# 布萊克沃爾冰流
82°52′S 35°21′W / 82.867°S 35.350°W
布萊克沃爾冰流（Blackwall Ice Stream），是南極洲的冰流，位於科茨地，長約440公里、寬約22公里，最終在阿根廷山脈和懷查韋冰原島峰之間注入里卡弗里冰川，現時由南極條約體系管理。